# Chriodes chui
Chriodes chui är en stekelart som beskrevs av He 1985. Chriodes chui ingår i släktet Chriodes och familjen brokparasitsteklar. Inga underarter finns listade i Catalogue of Life.